# Insectario

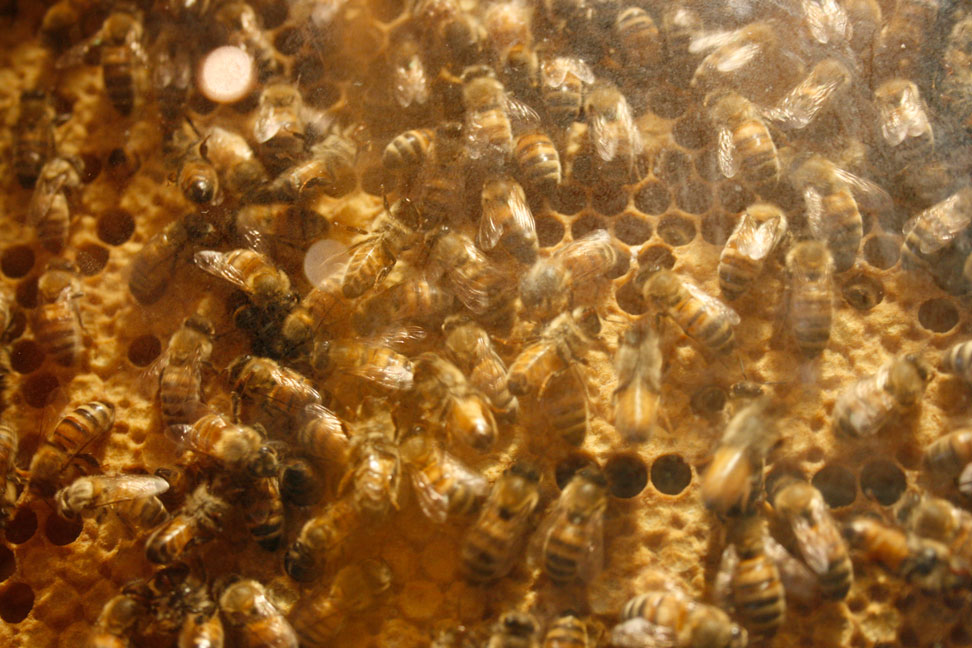
Abejas en el insectario de Montreal

Un insectario es un tipo de zoológico o museo para exhibir insectos vivos o muertos. 
Los insectarios muestran a menudo una cierta variedad de insectos así como artrópodos como arañas, escarabajos, hormigas, abejas, ciempiés, saltamontes, escorpiones o mantis religiosas. La exposición se puede centrar en la enseñanza de insectos, tipos de insectos, sus hábitats o el trabajo de los entomólogos. 
Algunos insectarios también tienen carácter museístico al exponer insectos disecados y paneles explicativos o audiovisuales sobre los mismos. 
A veces, los insectarios están comprendidos en zoos mayores o incluyen mariposarios, jardines botánicos, centros de interpretación de la naturaleza, museos de historia natural o museos de ciencias.

## Algunos insectarios

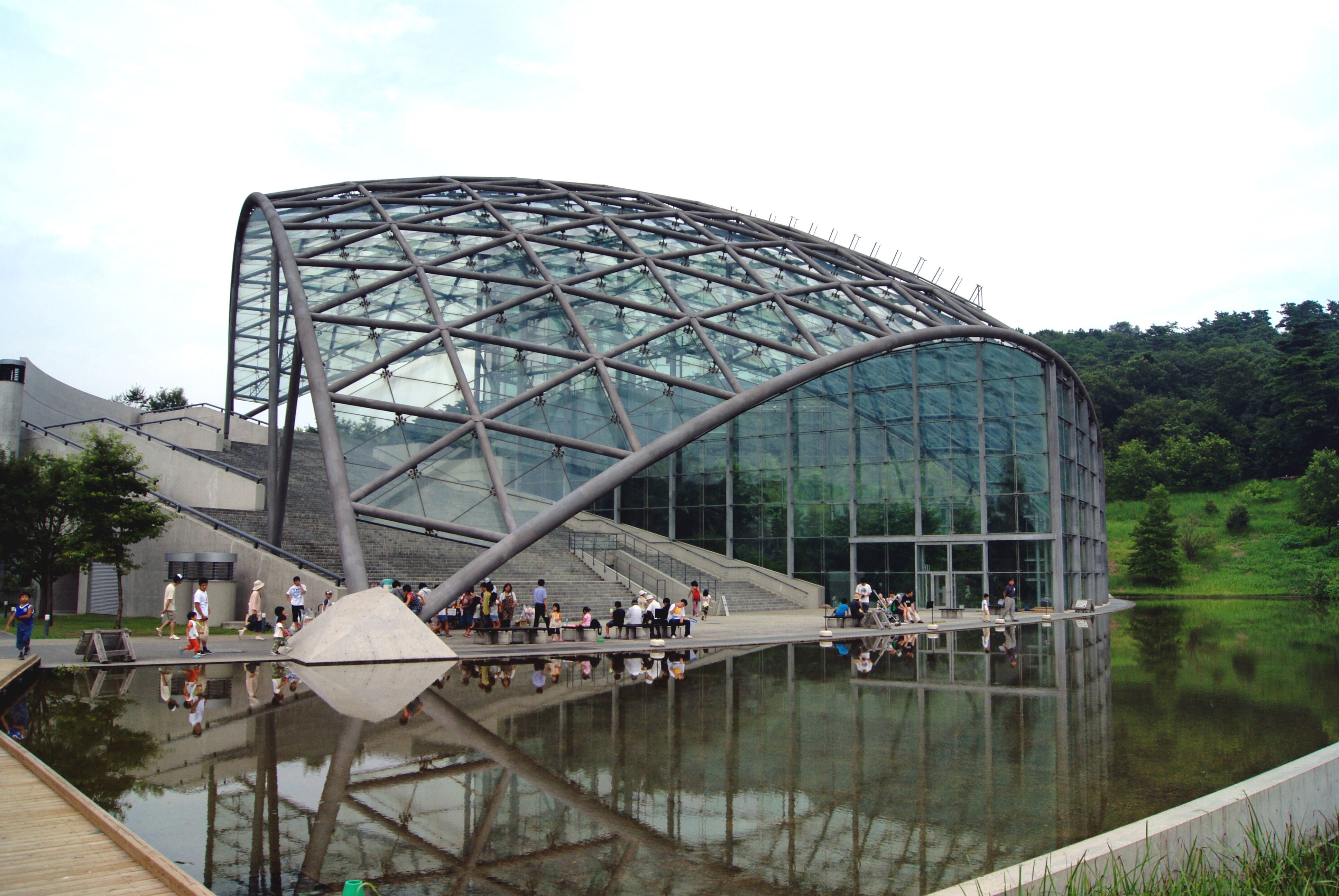
Jaula de cristal del Gunma Insect World

- Audubon Insectarium, Nueva Orleans
- Bangkok Butterfly Garden and Insectarium, Bangkok, Tailandia
- Henry Doorly Zoo, Butterfly and Insect Pavilion, Omaha
- Gunma Insect World, Kiryū, Gunma, Japón
- Houston Museum of Natural Science, Brown Hall of Entomology, Houston, Texas
- The Insectarium, Filadelfia, Pensilvania
- Insectarium of Victoria, Victoria, Australia
- Montreal Insectarium, Montreal
- Monsanto Insectarium en el Zoo de San Luis, San Luis, Misuri
- O. Orkin Insect Zoo at the National Museum of Natural History, Washington D. C.
- Natural History Museum of Los Angeles County, Ralph M. Parsons Discovery Center and Insect Zoo, Los Ángeles, California
- Newfoundland Insectarium, Reidville, Terranova
- San Francisco Zoo, InsectZoo, San Francisco, California
- Stratford Butterfly Farm, Stratford-upon-Avon, Inglaterra